# Локалита Сотофијуме Бончелино (Равена)
Локалита Сотофијуме Бончелино је насеље у Италији у округу Равена, региону Емилија-Ромања.
Према процени из 2011. у насељу је живело 25 становника. Насеље се налази на надморској висини од 10 м.